# Leo Mattioli
Leonardo Guillermo Mattioli (Santo Tomé, 13 de agosto de 1972 - Necochea, 7 de agosto de 2011), fue un cantante de cumbia y compositor argentino, uno de los mayores exponentes de la cumbia santafesina. Con una carrera repleta de éxitos, tras su muerte, se convirtió en una leyenda de la música argentina.

## Biografía
A los 20 años comenzó su carrera como cantante del Grupo Trinidad. En 1994 grabó en la discográfica Música & Marketing su primer disco con Trinidad llamado "La gran tentacion", posteriormente en 1996 grabaría "Un ratito" también en la misma discográfica. 
A partir de 1997 de la mano de Leader Music graba "Mas románticos que nunca", disco con el que empieza a aumentar su popularidad y conocimiento,  posteriormente en 1998 y 1999 graba "Más caliente que nunca" y "Más Trinidad que nunca" respectivamente, lo que termina de posicionar a Leo como uno de los iconos más importantes de este genero.
El 15 de enero de 2000 tuvo un grave accidente de tránsito y quedó en estado crítico. Perdieron la vida Sergio Reyes (tecladista) y Darío Bevegni (acordeonista), dos de los integrantes del Grupo Trinidad. La pérdida de sus compañeros marcó un antes y después en su vida profesional, ya que decidió continuar con su carrera y lanzarse como solista, y también lo convirtió en adicto a la morfina "por el terrible dolor de cadera". En alguna ocasión, su hijo supo contar que el cantante "se movía en un show y se salía la cadera. Era insufrible el dolor que sentía".
En noviembre de 2000, decide empezar su carrera en solitario publicando el disco Homenaje Al Cielo. En Trinidad fue reemplazado por el cantante Uriel Lozano. Desde entonces, el León Santafesino tuvo varias internaciones por problemas cardíacos y en 2009 debió ser asistido en terapia intensiva por un fuerte cuadro de neumonía, que lo dejó en coma farmacológico.

## Fallecimiento
El 7 de agosto de 2011, faltando seis días para su cumpleaños número 39, antes del mediodía, sufrió un paro cardiorrespiratorio en el hotel Gala de la ciudad de Necochea (provincia de Buenos Aires). Fue asistido por su hijo. Cuando llegó la ambulancia que lo trasladaría al Hospital Municipal Dr. Emilio Ferreyra, su cuerpo se encontraba ya sin vida. Fuentes médicas declararon que su deceso se produjo a las 12:07 horas.

## Discografía

### Con Grupo Trinidad
| Año  | Disco                         | Discografica       |  |
| ---- | ----------------------------- | ------------------ |  |
| 1994 | La gran tentación             | Musica & Marketing |  |
| 1996 | Un ratito                     | Musica & Marketing |  |
| 1997 | Más románticos que nunca      | Leader Music       |  |
| 1997 | Tropibaile santafesino vol. 2 | Leader Music       |  |
| 1998 | Más caliente que nunca        | Leader Music       |  |
| 1999 | Más Trinidad que nunca        | Leader Music       |  |
| 2006 | Juntando las almas            | Leader Music       |  |

### Álbumes de estudio
| Año  | Disco                                           | Discografica |
| ---- | ----------------------------------------------- | ------------ |
| 2000 | Un homenaje al cielo                            | Leader Music |
| 2001 | Ese soy yo                                      | Leader Music |
| 2002 | Sin palabras                                    | Leader Music |
| 2003 | Canciones románticas con un toque de «ay, amor» | Leader Music |
| 2004 | Aún sigue la lección                            | Leader Music |
| 2006 | Esto es...romantico                             |              |
| 2007 | Amor a mi manera                                |              |
| 2008 | El rey del amor                                 |              |
| 2009 | El amor y la pasión nunca morirán               |              |
| 2010 | Ayer, hoy y siempre romántico                   | LEF          |

### Álbumes en vivo
| Año  | Disco                                        | Discografica |
| ---- | -------------------------------------------- | ------------ |
| 2001 | En directo, piel con piel                    | Leader Music |
| 2002 | Ay amor, corazón gitano                      | Leader Music |
| 2003 | En Vivo (Limited Edition)                    | Leader Music |
| 2004 | Creciendo                                    | Leader Music |
| 2005 | El señor del amor                            | Leader Music |
| 2006 | Vivencias del Amor (Vivo en el Teatro Opera) |              |
| 2008 | Leo Mattioli - En vivo en el Teatro Gran Rex |              |
| 2010 | En vivo en el Teatro Gran Rex                |              |

### Álbumes póstumos
| Año  | Disco                                     | Discografica |
| ---- | ----------------------------------------- | ------------ |
| 2012 | Inéditos                                  |              |
| 2013 | Solo me queda decirles... Ay Amor, Vol. 1 | LEF          |
| 2013 | Solo me queda decirles... Ay Amor, Vol. 2 | LEF          |

### Álbumes recopilatorios
| Año  | Disco             | Discografica       |
| ---- | ----------------- | ------------------ |
| 1998 | Grandes Exitos    | Musica & Marketing |
| 2007 | 20 grandes exitos | Leader Music       |